# 奥州市立水沢中学校
奥州市立水沢中学校（おうしゅうしりつみずさわちゅうがっこう）は、岩手県奥州市水沢字南丑沢にある公立中学校。
通称「水中（すいちゅう）」。

## 沿革
出典

### 統合前
水沢市立水沢中学校（旧）
- 1947年4月 - 水沢町立水沢中学校として創立。
- 1954年4月 - 水沢市立水沢中学校となる。水沢市立常盤中学校に校区分離[2][注釈 1]。

水沢市立佐倉河中学校
- 1947年4月 - 佐倉河村立佐倉河中学校として創立。
- 1954年4月 - 水沢市立佐倉河中学校となる。

### 統合後
- 1962年4月1日 - 水沢中学校と佐倉河中学校の統合に伴い、水沢市立水沢中学校を創設。
- 1963年
  - 4月1日 - 校章、バッジを制定。
  - 7月 - 校舎落成。
  - 9月1日 - 校歌を制定。
- 1964年5月10日 - 南校舎増築工事完了し、新校舎へ移転。
- 1966年3月10日 - 体育館完成。
- 1970年6月27日 - プール完成。
- 1972年11月11日 - 統合10周年記念式典を挙行。
- 1975年10月6日 - 校旗が制定され、樹立式を行う。
- 1982年11月6日 - 統合20周年記念式典を挙行。
- 1992年11月7日 - 統合30周年記念式典を挙行。
- 1996年6月20日 - プールの改修工事が完了する。
- 1997年4月1日 - 水沢市立東水沢中学校の移転により、東水沢中学校の学区の一部が水沢市立水沢中学校に編入される。
- 2002年11月9日 - 統合40周年記念式典を挙行。
- 2006年2月20日 - 合併による奥州市誕生により奥州市立水沢中学校になる。

## 学校行事
- 4月 - 入学式
- 5月 - 生徒総会、運動会
- 6月 - 胆江地区中学校総合体育大会、期末テスト
- 7月 - 岩手県中学校総合体育大会
- 8月 - 地区水泳大会、地区陸上大会
- 9月 - 胆江地区中学校新人大会、中間テスト
- 10月 - 岩手県中学校新人大会、文化祭
- 11月 - 期末テスト
- 12月 - 生徒総会、リーダー研修会
- 2月 - 期末テスト、感謝と激励の会
- 3月 - 卒業式、離任式

## 生徒会
- 生徒総会
- 臨時生徒総会

## クラブ活動
- 野球部
- ソフトボール部
- 陸上部
- サッカー部
- バスケットボール部
- バレーボール部
- ソフトテニス部
- バドミントン部
- 卓球部
- 剣道部
- 柔道部
- 水泳部
- 吹奏楽部
- 家庭部
- 科学部
- 美術部
- 特設合唱団

## 進学前小学校
- 奥州市立水沢小学校
- 奥州市立佐倉河小学校[3]

## 出身者
- 小沢昌記（元奥州市長）
- 鈴々木保香（タレント）
- 松本哲也（歌手）
- 阿部渉（NHKアナウンサー）
- 千葉慎也（プロバスケットボール選手）[要出典]